# Aglaia von Enderes
Aglaia von Enderes (* 7. März 1834 als Aglaja Elisabeth Theresia Podhaysky in Wien; † 11. Juli 1883 ebenda) war eine österreichische Autorin.

## Leben
Von Enderes war die Tochter eines Beamten. Sie heiratete 1862 den Redakteur der Sport-Zeitung, Karl von Enderes (1836–1885), der sie ermunterte, ihre schriftstellerischen Arbeiten zu veröffentlichen. 1863 erschien das erste Feuilleton in der Zeitung „Der Wanderer“. Von Enderes setzte sich für die Frauenbewegung ein, 1866 erregten zwei Zeitungsartikel von ihr zur Frauenfrage großes Aufsehen. Seit 1873 war sie Schriftführerin des Wiener Frauenerwerbvereins. 
Vom Unterrichtsministerium wurde sie mit der Organisation des Bereichs Schule und Frauenarbeit auf der Wiener Weltausstellung 1873 sowie auf der Pariser Weltausstellung 1878 betraut. 

## Schriften
- Welt-Ausstellung 1873 in Wien: Catalog für die Ausstellung österreichischer Frauen-Arbeiten; (Pavillon der Frauen-Arbeiten). Verlag des leitenden Comités, Wien 1873.
- Die Frauenarbeit und nationale weibliche Hausindustrie auf der Wiener Weltausstellung. Franklin-Verein, Budapest 1874 (Digitalisat)
- Federzeichnungen aus der Thierwelt. Franklin-Verein, Budapest 1874.
- Neue Federzeichnungen aus der Thierwelt. Hartleben, Wien 1876 (Digitalisat).
- mit Jenny Schermaul und Josef Seboth: Frühlingsblumen. Freytag, Leipzig 1883. (Digitalisat)